# Guany net
El guany net, també conegut com el resultat final, l'ingrés net o els guanys nets és una mesura de la rendibilitat d'una empresa després de comptabilitzar tots els costos i impostos. És el benefici real i inclou les despeses operatives que estan excloses del benefici brut.
Un sinònim comú de guany net quan s'analitzen els estats financers (que inclouen un balanç general i un estat de resultats) és el resultat final. Aquest terme es deu a l'aparença tradicional d'un estat de resultats que mostra tots els ingressos i les despeses assignats durant un període específic amb la suma resultant a la línia inferior de l'informe.
En termes simplistes, el guany net són els diners que queden després de pagar totes les despeses d'una empresa. A la pràctica, això pot ser molt complex en grans organitzacions o esforços. El comptador o comptador públic ha de detallar i assignar els ingressos i les despeses de manera adequada a l'àmbit de treball específic i al context en què s'aplica el terme.
Les definicions del terme poden, però, variar entre el Regne Unit i els Estats Units. Als EE.UU., el guany net sovint s'associa amb la utilitat net o el guany després d'impostos (consulteu la taula a continuació).
El percentatge de marge de benefici net és una relació relacionada. Aquesta xifra es calcula dividint el guany net per l'ingrés o la facturació, i representa la rendibilitat com a percentatge.

## Propòsit
“Com es decideix una empresa si té èxit o no?". "Donat que les empreses són agrupacions de projectes i mercats, les àrees individuals es poden jutjar per l'èxit que tenen en augmentar el benefici net corporatiu".

## Construcció
Guany net: per calcular el guany net d'una empresa (com una empresa, divisió o projecte), resteu tots els costos, inclosa una part justa de les despeses generals corporatives, dels ingressos bruts o el volum de negocis.
Guany net = ingressos per vendes - costos totals
El benefici net és una mesura de la rendibilitat fonamental de l'empresa. Són els ingressos de l'activitat menys els costos de l'activitat. La principal complicació és... quan cal assignar. Gairebé per definició, les despeses generals són costos que no es poden vincular directament a cap projecte, producte o divisió específica. L'exemple clàssic seria el cost del personal de la seu. Encara que teòricament és possible calcular els guanys per a qualsevol sub- (empresa), com un producte o regió, sovint els càlculs es fan sospitosos per la necessitat d'assignar costos generals”. Com que els costos generals generalment no vénen en paquets ordenats, la seva assignació a través d'empreses no és una ciència exacta.

### Exemple
Aquí és com pot assolir el benefici net en un balanç de pèrdues i guanys (compte de pèrdues i guanys):
1. Ingressos per vendes = preu (del producte) × quantitat venuda
2. Guany brut = ingressos per vendes / cost de vendes i altres costos directes
3. Guany operatiu = guany brut - despeses generals i altres costos indirectes
4. BAII (guanys abans d'interessos i impostos) = utilitat operativa + utilitat no operativa
5. Benefici abans d'impostos (guanys abans d'impostos) = guany operatiu: elements únics i pagaments per acomiadament, reestructuració del personal, interessos a pagar
6. Guany net = Benefici abans d'impostos - impostos
7. Guanys retinguts = Guanys després d'impostos - dividends

## Termes comptables
Vendes netes = vendes brutes - (descomptes, devolucions i descomptes per a clients)
Guany bruta = vendes netes - cost de béns venuts
Benefici operatiu = benefici brut - despeses operatives totals
Utilitat neta = utilitat d' operació - impostos - interessos
Guany net = vendes netes - cost dels béns venuts - despeses operatives - impostos - interessos